# Megaluropidae
Megaluropidae é uma família de anfípodes pertencentes à ordem Amphipoda.
Géneros:
- Aurohornellia Barnard & Karaman, 1982
- Gibberosus Thomas & Barnard, 1986
- Magnovis Alves, Lowry & Johnsson, 2020
- Megaloura Hoek, 1889
- Megaluropus Hoek, 1889
- Resupinus Thomas & Barnard, 1986